# (21853) Kelseykay
(21853) Kelseykay (1999 TU146) – planetoida z pasa głównego asteroid okrążająca Słońce w ciągu 5,16 lat w średniej odległości 2,99 j.a. Odkryta 7 października 1999 roku.